# Cistoscopia

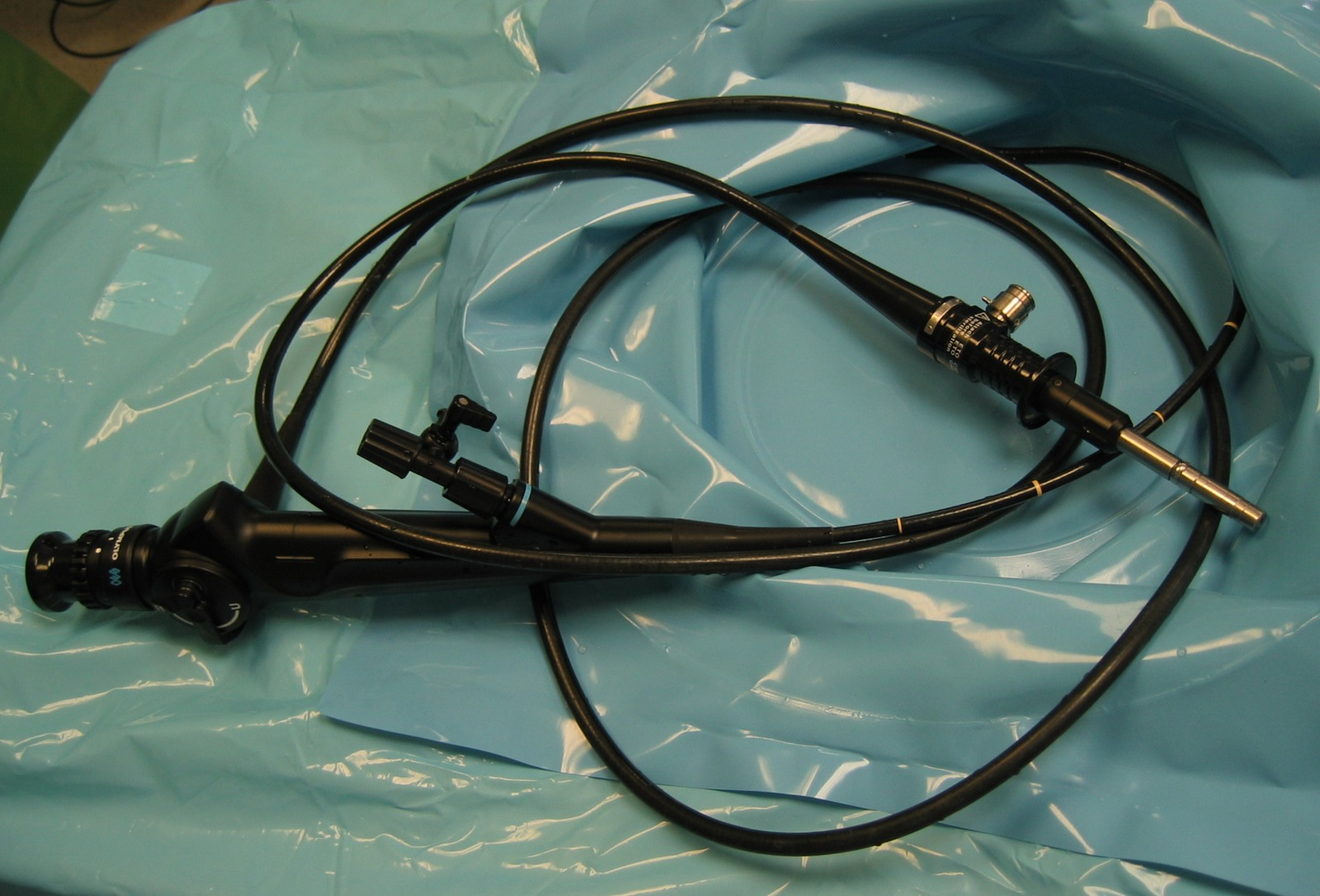
Cistoscopio

La cistoscopia è l'endoscopia della vescica urinaria attraverso l'uretra. Viene effettuata con un cistoscopio.
La cistoscopia diagnostica è di solito eseguita in anestesia locale. L'anestesia generale è talvolta necessaria per alcune procedure operative in corso di cistoscopia.
L'uretra è il condotto che trasporta l'urina dalla vescica all'esterno del corpo. In essa viene inserito il cistoscopio. Il cistoscopio è uno strumento dotato di lenti che consentono la visualizzazione diretta da parte del medico e lo studio della parete interna (mucosa) della vescica al fine di individuare eventuali anomalie e/o effettuare prelievi di tessuto.
Alcuni cistoscopi utilizzano le fibre ottiche che veicolano l'immagine dalla punta dello strumento fino all'altra estremità dotata di un'ottica collegata ad una telecamera.

I cistoscopi hanno uno spessore variabile da pochi millimetri fino a circa 1 cm e sono dotati di una fonte luminosa alla punta. Molti cistoscopi sono dotati di tubi extra oltre a quello principale per guidare altri strumenti nel corso di procedure chirurgiche endoscopiche per il trattamento di problemi urinari.

Ci sono due tipi principali di cistoscopi: rigidi e flessibili, che differiscono nella duttilità del cistoscopio. La cistoscopia flessibile viene eseguita in anestesia locale su entrambi i sessi. Tipicamente, un anestetico locale, in genere la lidocaina gel, viene applicata sulla parte. Il farmaco viene instillato nell'uretra attraverso il meato urinario da cinque a dieci minuti prima dell'inizio del procedimento. La cistoscopia rigida può essere eseguita nelle stesse condizioni, ma è generalmente effettuata in anestesia generale, soprattutto nei soggetti di sesso maschile, a causa del dolore causato dall'inserimento della sonda.

## Indicazioni
La cistoscopia può essere raccomandata nelle seguenti condizioni:
- Calcolosi urinaria
- Cistite interstiziale
- Displasia cellulare nel sedimento urinario
- Disuria
- Diverticolosi vescicale
- Dolore pelvico cronico
- Ematuria (sangue nelle urine)
- Fistola vescicale
- Incontinenza vescicale
- Infezioni frequenti delle vie urinarie
- Minzione dolorosa
- Nicturia
- Poliposi vescicale
- Ritenzione urinaria (da ipertrofia della prostata o stenosi, restringimento delle vie urinarie)
- Tumori
- Ureterocele

## Cistoscopia ed ureteroscopia
Se un paziente ha problemi di calcolosi ureterale, il medico può ricorrere all'utilizzo di un ureteroscopio, vale a dire di uno strumento molto simile al classico cistoscopio ma rispetto a quest'ultimo decisamente più piccolo e più lungo. L'ureteroscopio viene introdotto dall'esterno nella uretra del paziente anestetizzato (in anestesia spinale o generale),viene quindi spinto in vescica fino a raggiungere l'uretere. Con l'ureteroscopio è possibile individuare il calcolo all'interno dell'uretere e quindi rimuoverlo ricorrendo a specifiche pinze che si introducono al suo interno e che si aprono a cestello (basket). Questo tipo di tecnica dà buoni risultati per calcoli di diametro
ino a 5 mm. Per calcoli di dimensioni maggiori è necessario ricorrere alla frantumazione del calcolo.
In questo caso l'urologo inserisce nell'ureteroscopio una sonda specifica che permette il bombardamento del calcolo una volta spinta a stretto contatto dello stesso (litotripsia intracorporea). La frantumazione può avvenire grazie al ricorso ad ultrasuoni, al laser, ad onde idrauliche oppure a litotripsia balistica (un "proiettile" di aria compressa generato all'interno della sonda). Le tecniche sopra riportate sono utilizzabili anche nella calcolosi vescicale.
I frammenti di calcolo frantumati in corso di litotripsia vengono poi espulsi con relativa facilità nelle vie urinarie.

## Procedura
Prima di essere sottoposto all'esame il paziente deve comunicare se e quali farmaci stia assumendo, con particolare riguardo agli antiaggreganti piastrinici (aspirina, ticlopidina) ed anticoagulanti (warfarin). Al paziente può essere richiesto di consegnare od eseguire un campione di urina prima della esecuzione dell'esame per verificare l'esistenza di una eventuale infezione delle vie urinarie. 
Nel caso si preveda di dover ricorrere ad una anestesia regionale o generale al paziente viene richiesto di digiunare a partire da almeno 4 ore prima della procedura.
Durante l'esecuzione dell'esame il paziente si trova in posizione supina, con le ginocchia leggermente divaricate. In caso di esecuzione dell'esame con un cistoscopio rigido il paziente potrà trovarsi con le ginocchia anche leggermente sollevate.
Un sanitario, in genere un infermiere, provvede alla pulizia e disinfezione della zona intorno all'apertura uretrale ed applica un anestetico locale.  L'anestetico (per esempio, lidocaina gel) viene iniettato direttamente nell'uretra alcuni minuti prima della procedura vera e propria. A questo punto il cistoscopio viene inserito lentamente e delicatamente nella vescica attraverso l'uretra. L'urologo durante l'inserimento inizia ad esaminare l'uretra e nel contempo introduce un liquido sterile (soluzione fisiologica od acqua distillata) nella vescica per migliorare la visione. Mentre la vescica si distende, il paziente può avvertire un fastidioso stimolo alla minzione.
La procedura risulta più fastidiosa, ed in taluni casi può essere francamente dolorosa, per gli uomini che per le donne. Ciò a causa della maggiore lunghezza e del diametro ridotto dell'uretra maschile, che deve adattarsi ad un eventuale cistoscopio rigido. Tuttavia, oggi i cistoscopi rigidi sono stati quasi totalmente soppiantati dai moderni cistoscopi flessibli, che ben si adattano alle curvature dell'uretra maschile e quindi consentono un esame molto meno fastidioso. Se il paziente riesce a rilassare i muscoli pelvici nel corso dell'esame, lo stesso risulterà di più facile esecuzione e meglio tollerato. In alcuni casi è anche possibile ricorrere ad una blanda sedazione utilizzando del midazolam per via endovenosa
L'esame ha in genere una durata di pochi minuti (mediamente intorno ai 20 minuti). Il tempo di esecuzione della metodica può però prolungarsi, in particolare se si rende necessario eseguire altre procedure di tipo strumentale, ad esempio la rimozione di un calcolo oppure un prelievo bioptico. Al termine della procedura l'urologo può decidere di posizionare, anche solo temporaneamente, un catetere vescicale tipo Foley.

## Effetti collaterali
Gli effetti collaterali più comuni della procedura sono:
- Bruciore minzionale
- Ematuria

## Complicanze
Le complicanze raramente sono serie ed includono:
- Stizzosi
- Stenosi (secondaria alla formazione di tessuto cicatriziale che può provocare il restringimento dell'uretra)
- Infezione (febbre e brividi, dolore urente)
- Rottura o perforazione di uretra, vescica od uretere
- Ritenzione urinaria (impossibilità ad urinare, in genere conseguenza di una eccessiva distensione della vescica nel corso dell'esame).